# 舟橋全二
舟橋 全二（ふなばし ぜんじ、1942年- 2023年12月19日）は、日本のイラストレーター、グラフィックデザイナー。イラストレーターのささめやゆきとは従兄弟関係。

## 来歴
1942年神奈川県生まれ。65年、多摩美術大学グラフィックデザイン科卒業。70年からカナダ、アメリカに移住。80年に帰国、以後フリー。TIS会員。
1968年、日宣美出品作品「チャップリン」にて特選受賞。この作品は、つや消し銀紙にシルクスクリーンで刷ったものであった。その後大塚清六の事務所でアシスタントをする。1970年にカナダへ。「デザイナーとしてやって行く前に、できたら2〜3年外国で暮らしてみたい」という単純な同期であった。カナダでデザイナーとして計7年過ごした後、映画監督のジョン・コーティーからアニメーションの仕事を誘われ、カリフォルニアに移る。しばらくして日本に帰国。帰国後イラストレーターとして活動。和田誠いわく「全ちゃんの色彩はとっても垢抜けているというか、外国の空気みたいなものを感じるね。」（仕事場対談より）シンプルな切り絵の作品で、国内外の仕事多数。
2023年12月19日、病気のため死去。享年80歳。